# Ferdinand Schneider (Politiker, 1812)

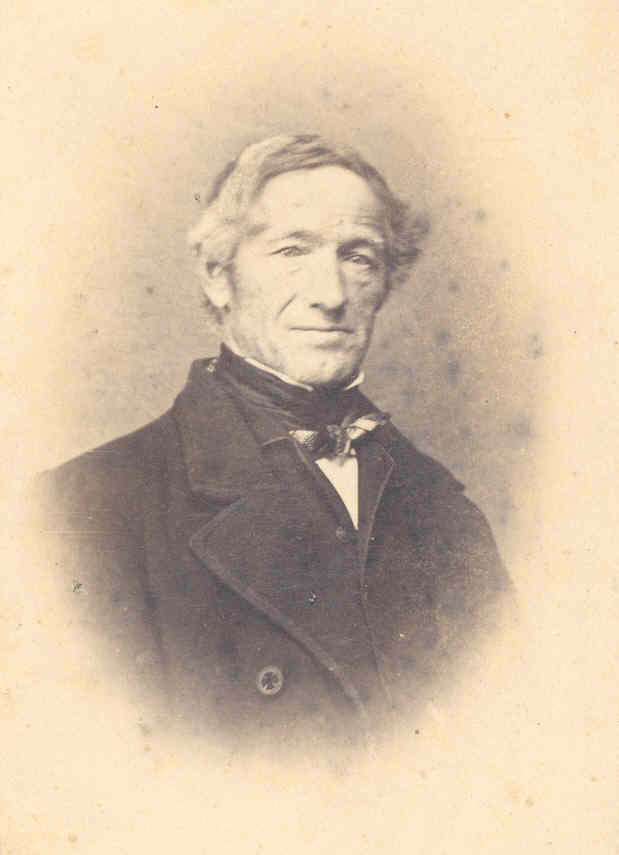
Ferdinand Schneider

Ferdinand Schneider (* 10. Mai 1812 in Höchst; † 9. September 1875 ebenda) war ein österreichischer Politiker. Schneider war von 1861 bis 1867 Abgeordneter zum Vorarlberger Landtag.

## Leben und Wirken
Ferdinand Schneider wurde am 10. Mai 1812 als Sohn des k.k. Frächters Johann Baptist Schneider und dessen Frau Maria Josefa Rebekka Hollenstein in der Vorarlberger Bodensee-Gemeinde Höchst geboren. Er erlernte den Beruf des Wagners und war auch Organist und Kirchenpfleger, letzteres von 1850 bis 1853.
Schneider heiratete insgesamt dreimal. Zunächst am 22. November 1841 Karoline Weiß aus Fußach, mit der er ein gemeinsames Kind bekam. Nachdem Karoline im Jahr 1848 gestorben war, heiratete er am 21. Mai 1849 Helene Amann aus Hohenems, mit der er zwei gemeinsame Kinder hatte. Nach dem Tod von Helene am 6. März 1951 heiratete er schließlich noch ein drittes Mal, nämlich am 5. Jänner 1852 Maria Franziska Blum aus Höchst, mit der er in der Folge noch zwei gemeinsame Kinder bekam. Seine letzte Frau starb schließlich erst neun Jahre nach seinem Tod.
Ferdinand Schneider war politisch zunächst in seiner Heimatgemeinde Höchst tätig, wo er von 1850 bis 1872 Gemeindevertreter war. Außerdem stand er der Gemeinde in den Jahren 1853 bis 1859, 1862 bis 1866 und 1873 bis 1875 als Gemeindevorsteher (Bürgermeister) vor. Von 1867 bis 1870 war er dazwischen Mitglied im Gemeindeausschuss von Höchst.
Im Jahr 1861 wurde Schneider als Abgeordneter der Landgemeinden für den Wahlbezirk Feldkirch-Dornbirn in den ersten Vorarlberger Landtag gewählt. Er war dort in der ersten Legislaturperiode bis zum Jahr 1867 tätig.